# أرتشر
أرتشر (بالإنجليزية: Archer)‏ هي مدينة أمريكية تقع في ولاية فلوريدا. ويبلغ عدد سكانها 1302 نسمة حسب إحصاء سنة 2010 م 1302.